# 五数离蕊茶
五数离蕊茶（学名：Camellia pentamera）为山茶科山茶属的植物。分布于中国大陆的云南等地，生长于海拔2,450米的地区，常生长在山脊斜坡上，目前尚未由人工引种栽培。